# Katowice Open 2015
Il Katowice Open 2015 è stato un torneo di tennis giocato sulla cemento indoor. È stata la 3ª edizione del torneo, che fa parte della categoria International nell'ambito del WTA Tour 2015. Si è giocato a Katowice in Polonia dal 6 al 12 aprile 2015.

## Partecipanti

### Teste di serie
| Nazionalità | Giocatrice                | Ranking* | Testa di serie |
| ----------- | ------------------------- | -------- | -------------- |
| Polonia     | Agnieszka Radwańska       | 8        | 1              |
| Francia     | Alizé Cornet              | 24       | 2              |
| Italia      | Camila Giorgi             | 37       | 3              |
| Slovacchia  | Magdaléna Rybáriková      | 47       | 4              |
| Estonia     | Kaia Kanepi               | 51       | 5              |
| Italia      | Karin Knapp               | 55       | 6              |
| Belgio      | Kirsten Flipkens          | 57       | 7              |
| Slovacchia  | Anna Karolína Schmiedlová | 58       | 8              |

* Classifica al 23 marzo 2015.

### Altre partecipanti
Le seguenti giocatrici hanno ricevuto una Wild card per il tabellone principale:
- Magdalena Fręch
- Urszula Radwańska

La seguente giocatrice ha usato il ranking protetto:
- Vera Zvonarëva

Le seguenti giocatrici sono passate dalle qualificazioni:

- Magda Linette
- Shahar Peer
- Petra Martić
- Nigina Abduraimova

La seguente giocatrice è entrata nel tabellone principale come lucky loser:
- Elizaveta Kuličkova

## Campionesse

### Singolare
Anna Karolína Schmiedlová ha sconfitto in finale  Camila Giorgi per 6-4, 6-3.
- È il primo titolo in carriera per la Schmiedlová.

### Doppio
Ysaline Bonaventure /  Demi Schuurs hanno sconfitto in finale  Gioia Barbieri /  Karin Knapp per 7-5, 4-6, [10-6].